# Nevada Public Radio
Nevada Public Radio ist die öffentlich-rechtliche Rundfunkanstalt des Staates Nevada. Die 1980 gegründete Organisation betreibt sechs Radiostationen im Süden Nevadas und eine in Utah sowie fünf Retransmitter.

## Stationen
- KNPR ist eine nichtkommerzielle Station in Las Vegas, welche ein News/Talk Format und Übernahmen des NPR sendet. KNPR wird über fünf full-power Relay-Stationen gesendet.
  - KTPH Tonopah (91.7)
  - KLNR Panaca (91.7)
  - KWPR-FM Lund (88.7)
  - KLKR Elko (89.3)
  - KSGU St. George (Utah) (90.3)

- KCNV ist eine nichtkommerzielle Station in Las Vegas, welche klassische Musik und Übernahmen von Classic 24 sendet.